# Échilleuses

Échilleuses este o comună în departamentul Loiret din centrul Franței. În 1 ianuarie 2022 avea o populație de 387 de locuitori.